# 佛願寺
佛願寺（ぶつがんじ）は北海道札幌市南区石山東6丁目1-24に所在する寺院。仏願寺とも表記される。

## 巨大涅槃像
佛願寺にある黄金色の涅槃像は全長45メートルに及び、涅槃像としては日本国内最大とされる。
もともとは1989年（平成元年）、恵山町（当時）にあったリゾート施設「恵山モンテローザ」のモニュメントとして1億7000万円をかけて造られた物で、翌1990年（平成2年）に公開された。しかしバブル景気終焉後の1998年（平成10年）に恵山モンテローザが閉鎖され、涅槃像は野ざらしとなった。
施設の経営破綻後、像は恵山町によって管理されていたが、2003年（平成15年）に佛願寺が1400万円で購入。解体された像は札幌へ運び込まれ、2008年（平成20年）に復元された。
2010年代末にはパワースポットとして有名になり、遠くは中国やタイ王国からの観光客が手を合わせに訪れるという。